# Opel Arena (stadion)
Opel Arena – stadion piłkarski mieszczący się w niemieckiej Moguncji. Otwarty w roku 2011, używany głównie przez drużynę piłkarską 1. FSV Mainz 05. Pojemność stadionu wynosi 34,034, z czego 19,700 to miejsca siedzące. Zastąpił dawny Stadion am Bruchweg. Do 2016 roku jego nazwa brzmiała Coface Arena, jednak po podpisaniu nowej umowy sponsorskiej stadion przyjął obecną nazwę.
Nowy stadion powstał dosłownie w szczerym polu, bo była to najbliższa starego Bruschwegstadion działka, na której zmieściłaby się tak duża inwestycja. Obiekt miał być bardzo tani, bo jego koszty anonsowano na ok. 40 mln €. Ostatecznie wzrosły o 50%. Przypomina swoją stylistyką typowe brytyjskie obiekty.
Obiekt posiada cztery niezależne trybuny, które połączone są jedynie przeszkleniami dachu i fasad, a także promenadą wokół widowni. Jednopoziomowe sektory mieszczą ponad 34 tys. widzów, w tym aż 14 tys. kibiców stojących. Nie brakuje też miejsc dla klientów biznesowych. Na trybunie głównej jest ich 2,1 tys., a do tego 650 w lożach, których w razie potrzeb można dołożyć.
Pod względem estetycznym najważniejszymi elementami obiektu są masywne, czerwone „ramy”, w których zamknięto każdą z trybun od zewnątrz. Nocą właśnie te elementy są podświetlane.

## Liga Total! 2011
Na otwarcie nowego stadionu, obiekt dostał prawo do organizacji Liga Total!-Cup 2011. Jest to coroczny, towarzyski turniej piłkarski, w którym uczestniczą najlepsze drużyny mijającego sezonu. W turnieju oprócz gospodarzy uczestniczyli: Bayern Monachium, Borussia Dortmund i Hamburger SV. Turniej wygrała Borussia, Mainz zajęło ostatnie miejsce po przegranej w meczu o trzecie miejsce z Bayernem.

## Galeria

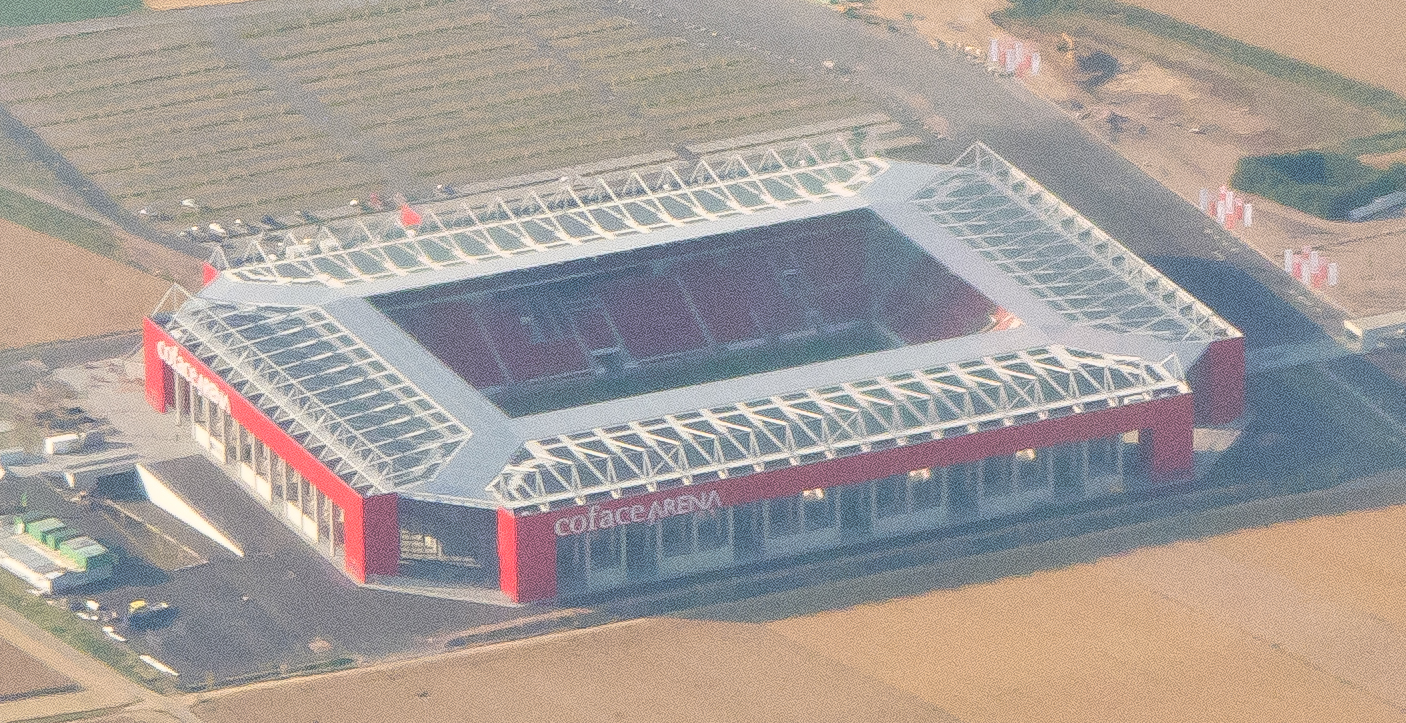
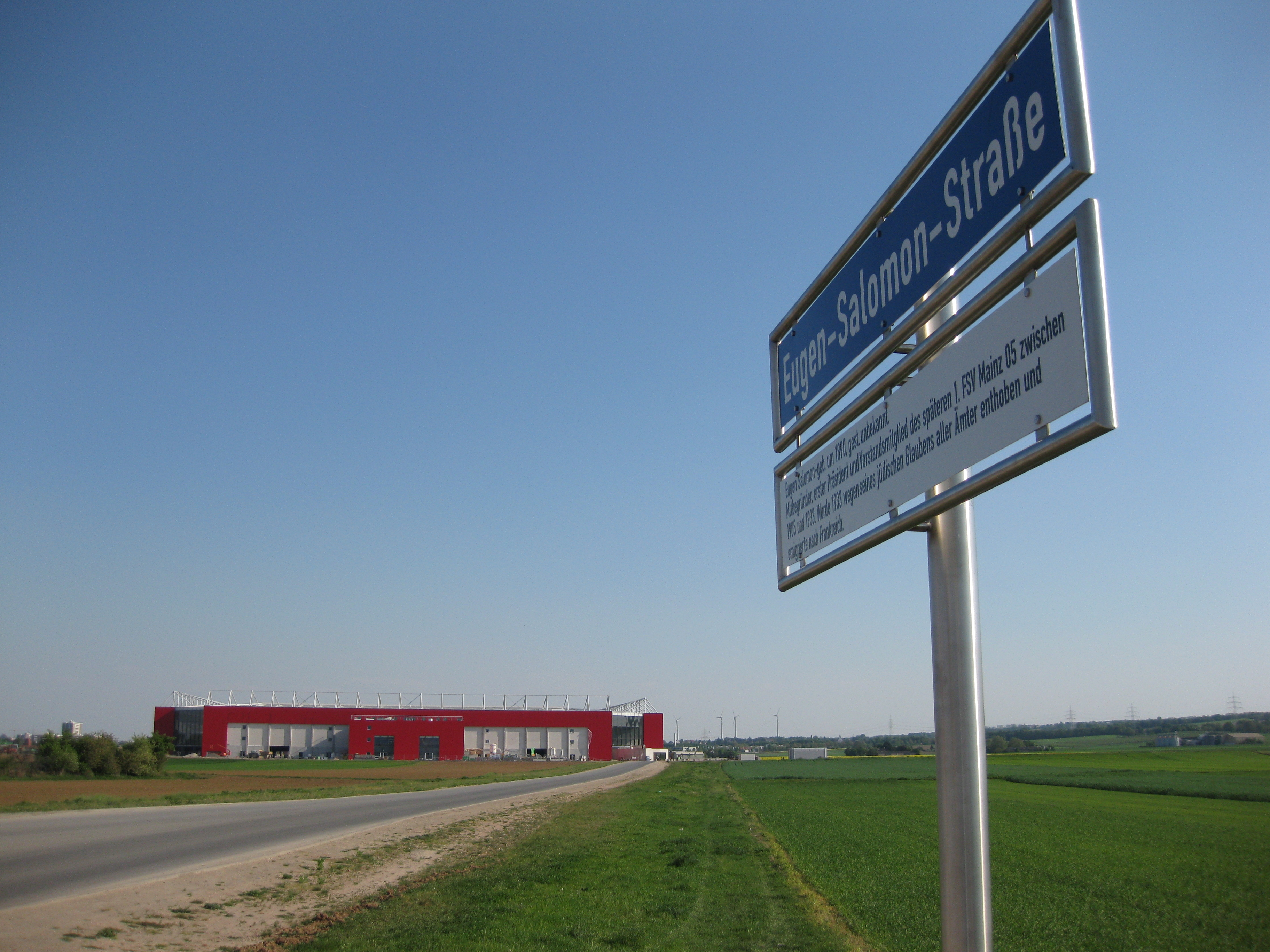
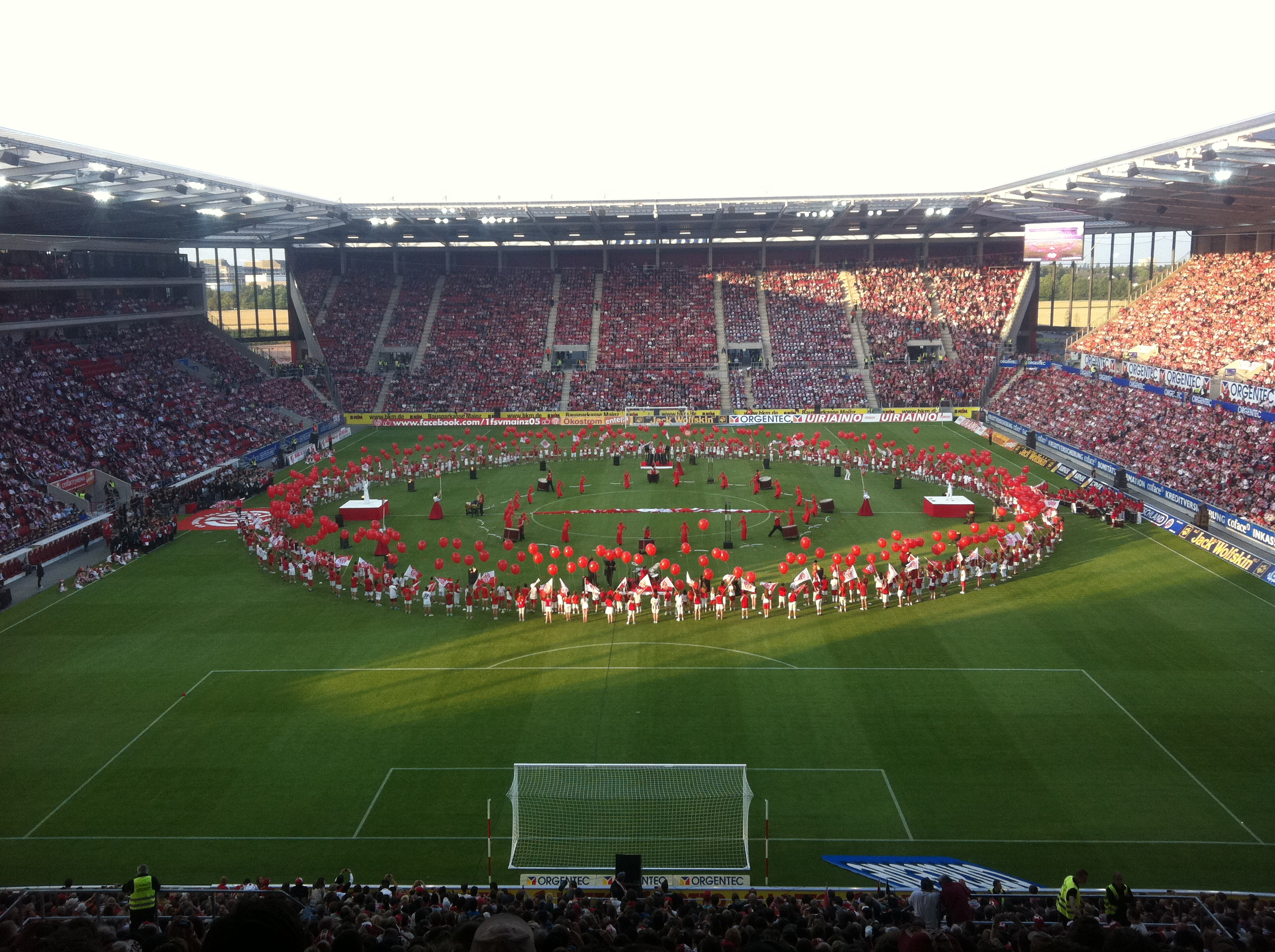
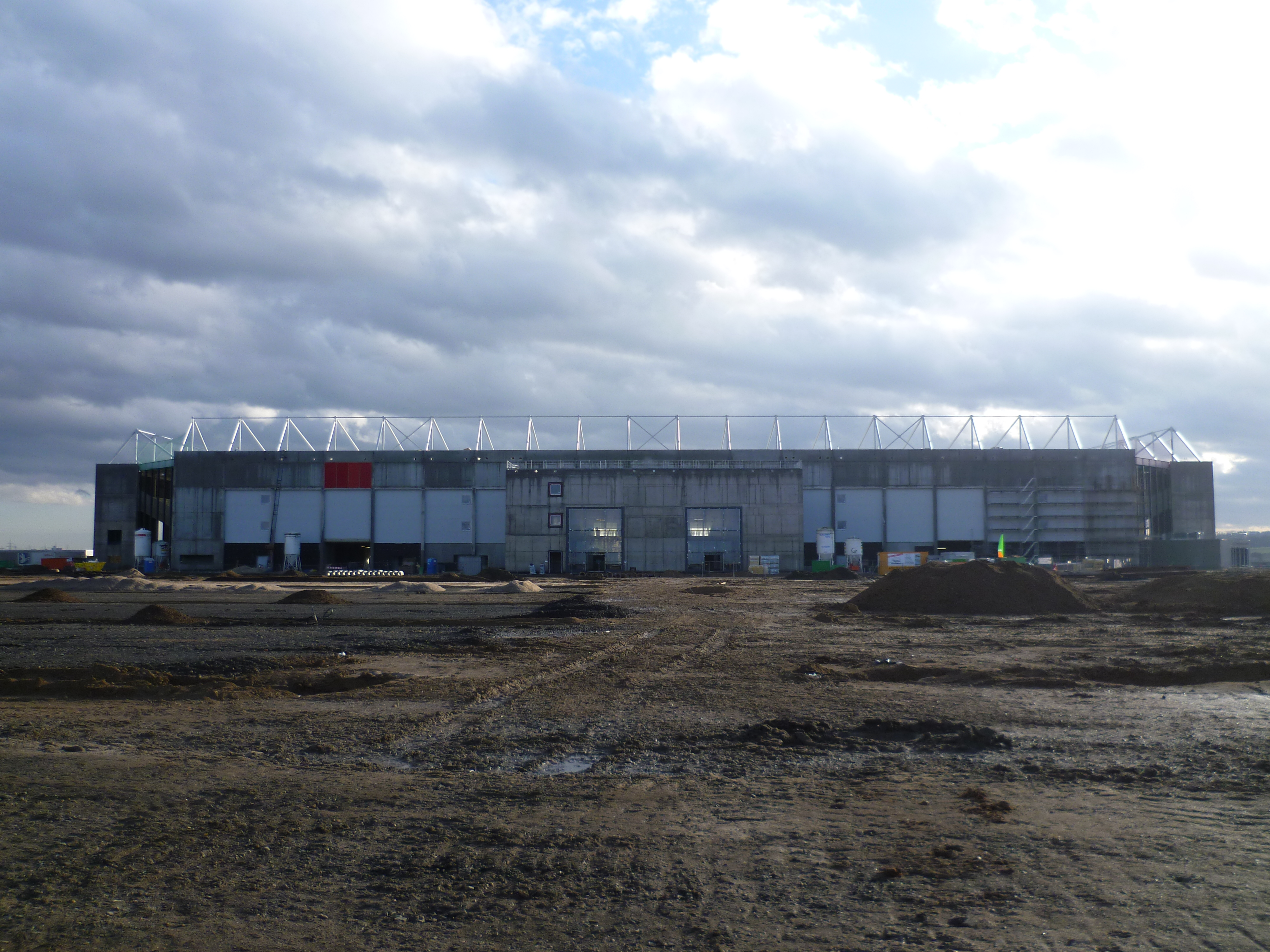